# Rudolf-Wissell-Grundschule
Die Rudolf-Wissell-Grundschule ist eine öffentliche Grundschule im Berliner Ortsteil Gesundbrunnen im Bezirk Mitte. Die Schule ist ein gelistetes Baudenkmal. Namensgeber ist der Politiker Rudolf Wissell.

## Geschichte
In das von Ludwig Hoffmann entworfene und von 1913 bis 1914 erbaute viergeschossige, dreiflügelige Schulgebäude in der Ellerbeker Straße 7–8 zog 1915 die 43. Gemeindeschule ein. Zudem wurde die 311. Gemeindeschule vor Ort gegründet, die 1932 in der 43. Gemeindeschule aufging. Sieben Jahre später wurde aus der 43. Gemeindeschule die 1. und 2. Volksschule des Wedding. Kriegsbedingt wurde das Gebäude ab 1942 als Lazarett benutzt, während die Schule in die Gotenburger Straße 8/10 auswich. Erst nach zehn Jahren konnte die Schule, inzwischen zur 21. Schule geworden, in ihr angestammtes Haus zurückkehren. Ihren heutigen Namen erhielt die Grundschule 1962, in dem sie nach dem im selben Jahr verstorbenen sozialdemokratischen Reichswirtschafts- und Reichsarbeitsminister der Weimarer Republik Rudolf Wissell (1869–1962) benannt wurde.
Organisatorisch war sie ab 1967 die 4. Grundschule des Wedding und trägt seit der Bezirksreform 2001 neben dem Namen „Rudolf-Wissell-Grundschule“ die offizielle Schulnummer „01G25“.

## Schulprogramm
Die Rudolf-Wissel-Grundschule ist eine offene Ganztagsschule. Ihr Einzugsbereich ist der östliche Soldiner Kiez, der als „Sozialen Brennpunktgebieten“ gilt. Der Anteil an Schülern nichtdeutscher Herkunftssprache liegt seit Jahren um etwa 85 % und betrug im Schuljahr 2015/16 88,8 %. 33 % der Schülerschaft hatten im genannten Schuljahr eine ausländische Staatsangehörigkeit.

## Architektur

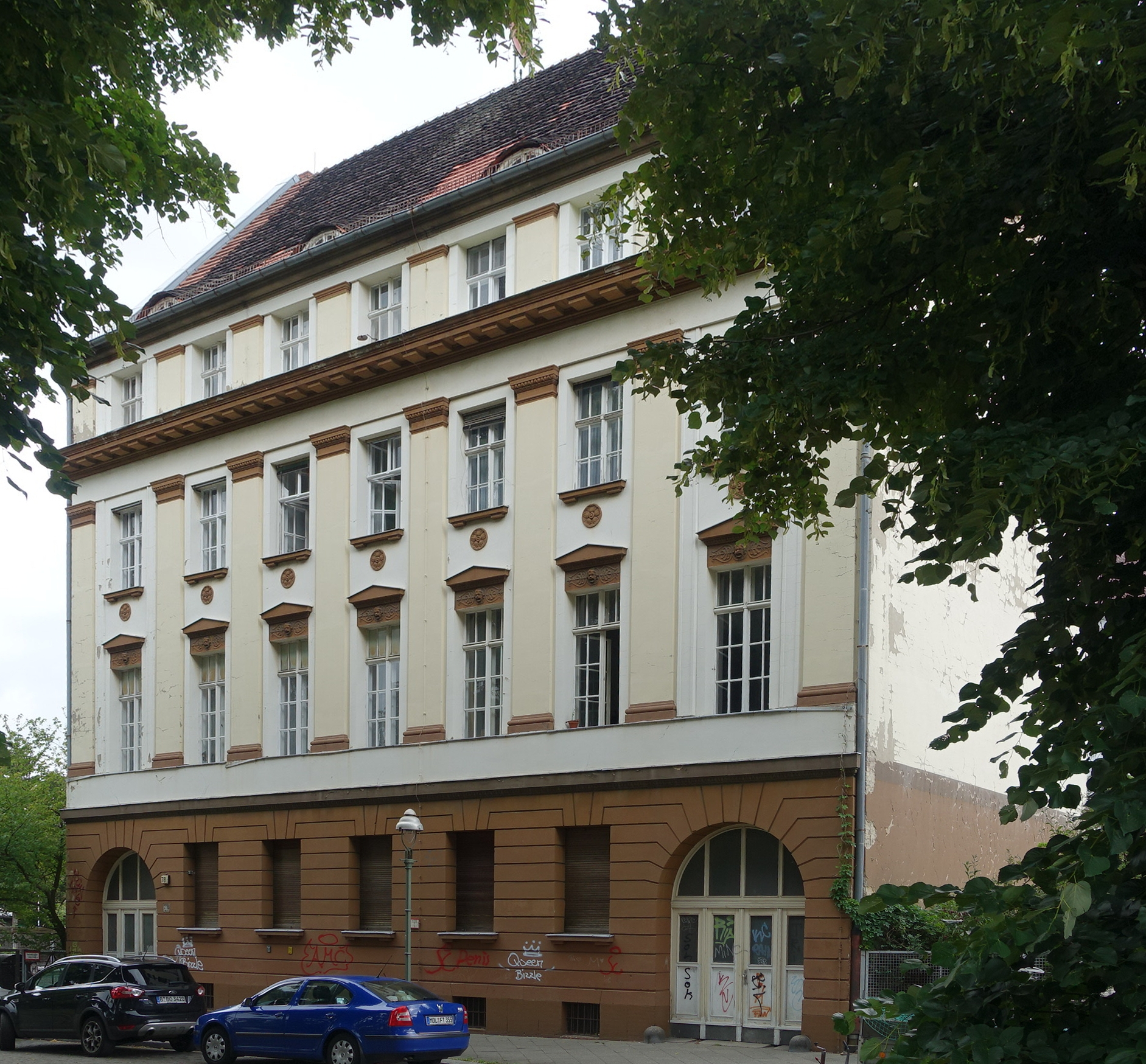
Das Lehrerhaus

Das Ensemble umfasst – mit einem idealen, systematisierten Grundriss – das viergeschossige, dreiflügelige Schulgebäude im rückwärtigen Teil des Geländes und das viergeschossige Lehrerwohnhaus an der Straßenfront. Ursprünglich waren die Gebäude als Blockinnenfläche eines Wohnquartiers vorgesehen, das mit Mietshäusern außen herum einen geschlossenen Blockrand ausbilden sollte. Die Mietshäuser wurden aber niemals erbaut, so dass die Blockinnenbebauung heute frei steht.

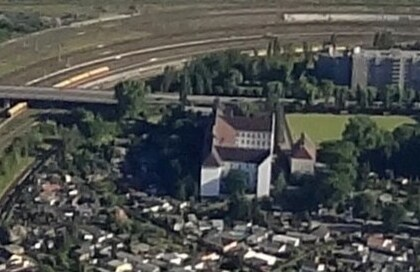
Luftbild der Rudolf-Wissell-Grundschule mit Bahnlinien des Nordkreuzes im Hintergrund

Die Turnhalle wurde zwischen den Durchfahrten des Mittelflügels angeordnet, ohne von außen erkennbar zu sein. Auch Kindergarten und Kinderhort fügen sich ohne architektonische Betonung in den Klassentrakt ein. Während die Fassaden im Schulgebäude nur mit wenigen barocken Motiven geschmückt sind, wird das Lehrerwohnhaus, das zur Straßenseite hin liegt, durch Fensterverdachungen und kleine Rosetten bereichert. Auf die, für ältere Schulen von Ludwig Hoffmann typischen, lebendigen, erzählenden und auf die kindliche Lebenswelt ausgerichteten Reliefs hat der Architekt hier verzichtet. Die Gemeindeschule an der Ellerbeker Straße ist strenger und sachlicher gebildet, sie kündet von einer neuen Architektur, die sich nach dem Ersten Weltkrieg durchsetzen sollte. Die Schule ist ein gelistetes Baudenkmal.

## Persönlichkeiten

### Ehemalige Schüler
- Erich Mielke
- Manuela (1943–2001), Schlagersängerin